# Angelina Mango
Angelina Mango (Maratea, 10 de abril de 2001) es una cantautora italiana.

## Biografía
Angelina Mango nació el 10 de abril de 2001 en Maratea, en la provincia de Potenza, en Basilicata (Italia), creció en Lagonegro, en la provincia de Potenza, de su padre Giuseppe "Pino" Mango, conocido simplemente como Mango, y su madre Laura Valente (cantante en solitario y componente de Matia Bazar 1990-1998) ambos compositores. Tiene un hermano mayor llamado Filippo que es músico. Gracias al ambiente familiar en el que vivió desde niña, aprendió a cantar, tocar el piano y la guitarra. Cuando era niña, Angelina se apasionó por la danza que practicó por 10 años. A los 13 años, realizò un dueto con su padre reinterpretando Get Back de Beatles, tomado del último álbum de Mango, L'amore è invisibile.
Es conocida por haber participado en la vigésimo segunda edición del concurso de talentos Amici di Maria De Filippi en 2023, en la que terminó en segundo lugar y donde triunfó en la categoría de canto, y el Premio Lunezia al valor musical-literario. de la canción Ci pensiamo domani.

## Carrera

### 2016-2021: primeros años de carrera
En 2016 se trasladó a Milán para continuar sus estudios. En 2020 lanzó el EP Monolocale. En 2021 abrió los conciertos del Tour Parola de Giovanni Caccamo y Michele Placido y participó en las selecciones de Sanremo Giovani, sin poder clasificarse entre los finalistas. Ese mismo año firmó su primer contrato discográfico con Sony Music y comenzó a escribir y producir nuevas canciones junto con el productor Enrico Bruni.

### 2022-2023: Participación enAmiciy los primeros éxitos
En 2022 participó en el Concierto del Primero de Mayo y en el concurso musical Musica da bere, donde ganó el Premio Live. También en el mismo año comenzó a publicar sus primeros sencillos Formica, Walkman (producido por Tiziano Ferro) y Rituali, con la colaboración de Nashley. En septiembre de 2022 participó como invitada al programa emitido en Rai 3 Via dei Matti n. 0.
En noviembre del mismo año fue admitida como concursante en la vigésima segunda edición del concurso de talentos musicales Amici di Maria De Filippi emitido en Canale 5, en el que terminó en segundo lugar y triunfó en la categoría de canto. Gracias también a algunos concursos ganados durante el programa, Angelina inauguró el concierto de Elisa en el Auditorio Parco della Musica de Roma el 28 de diciembre y actuó en el concierto emitido en Canale 5 Capodanno in musica.
El 19 de mayo de 2023 lanzó el EP Voglia di vivere, anticipado por los singles Voglia di vivere, que también alcanzó la máxima posición 87 en el Ranking FIMI Singles, Mani vuote y Ci pensiamo domani. El EP debutó en la segunda posición del FIMI Album Chart y obtuvo el disco de oro, mientras que Ci pensiamo domani alcanzó rápidamente el top 10 del Top 100 Singles y fue certificado platino, luego le siguió por el disco de oro del tema principal. El EP también fue promocionado a través de algunas apariciones en televisión, como las de Viva Rai2! y Verissimo, y como tema final del programa Camper de Rai 1, y estuvo también acompañado de una serie de encuentros con fans repartidos por todo el país.
En junio y julio de 2023 participó en algunos festivales organizados por las principales emisoras de radio y televisión nacionales, entre ellos Battiti Live y TIM Summer Hits. Su primera gira como cabeza de cartel está prevista para principios de octubre de 2023, titulada Voglia di vivere Tour, que registró las fechas con entradas agotadas en Roma, Bolonia, Pozzuoli, Turín y Milán.

### 2024: Sanremo y Eurovisión
En febrero de 2024 debuta en el Festival de la Canción de San Remo con la canción La noia, producida por Dardust y con la que gana el primer lugar. Durante la cuarta noche del festival se ha exhibido, junto con el cuarteto de cuerdas de la Orquesta de Roma, en una versión la canción La rondine, escrita por su padre Mango en 2002. Se ha clasificado segunda en la noche, después del rapero Geolier.
A diferencia de otros festivales musicales diseñados para seleccionar al representante nacional en el Festival de la Canción de Eurovisión (como el Benidorm Fest), Sanremo es principalmente una celebración de la música italiana. Sin embargo, desde el regreso de Italia al Eurofestival en 2011, se ha convertido habitual ofrecer al ganador de Sanremo la oportunidad de ser el representante italiano, una designación que se puede aceptar o rechazar. El día siguiente a la victoria, Angelina Mango confirmó esta elección, convirtiéndose en la representante oficial de Italia en el Festival de la Canción de Eurovisión 2024, y en la primera mujer desde Francesca Michielin en 2016.

## Programas de televisión
| Año       | Título                      | Cadena       | Cadena       | Role                                           |
| --------- | --------------------------- | ------------ | ------------ | ---------------------------------------------- |
| 2022      | Concerto del Primo Maggio   | Rai 3        | Rai 3        | Estella invitada                               |
| 2022-2023 | Amici di Maria De Filippi   | Canale 5     | Canale 5     | Concursante, ganadora de la categoría de canto |
| 2022-2023 | Capodanno in musica         | Canale 5     | Canale 5     | Estella invitada                               |
| 2023      | Verissimo                   | Canale 5     | Canale 5     | Estella invitada                               |
| 2023      | Viva Rai2!                  | Rai 2        | Rai 2        | Estella invitada                               |
| 2023      | Radio Zeta Future Hits Live | TV8          | RTL 102.5 TV | Estella invitada                               |
| 2023      | Amici - Full Out Live       | Italia 1     | Italia 1     | Estella invitada                               |
| 2023      | Summer Festival             | Radio 105 TV | Radio 105 TV | Estella invitada                               |
| 2023      | Love Mi                     | Italia 1     | Italia 1     | Estella invitada                               |
| 2023      | Battiti Live                | Radionorba   | Italia 1     | Estella invitada                               |
| 2023      | TIM Summer Hits             | Rai 2        | Rai Radio 2  | Estella invitada                               |
| 2023      | Yoga Radio Bruno Estate     | La5          | La5          | Estella invitada                               |
| 2023      | RTL 102.5 Power Hits Estate | TV8          | RTL 102.5 TV |                                                |

## Discografía

### Álbumes de studio
| Año  | Título         |
| ---- | -------------- |
| 2024 | Poké melodrama |

### EP
| Año  | Título           |
| ---- | ---------------- |
| 2020 | Monolocale       |
| 2023 | Voglia di vivere |

### Individual
| Año  | Título                             | Álbum            |
| ---- | ---------------------------------- | ---------------- |
| 2020 | Va tutto bene                      | Monolocale       |
| 2021 | Sono aggrappata a te               | Monolocale       |
| 2022 | Formica                            | /                |
| 2022 | Walkman                            | /                |
| 2022 | Rituali (con Nashley)              | /                |
| 2023 | Voglia di vivere                   | Voglia di vivere |
| 2023 | Mani vuote                         | Voglia di vivere |
| 2023 | Ci pensiamo domani                 | Voglia di vivere |
| 2023 | Che t'o dico a fa'                 | Poké melodrama   |
| 2023 | Fila indiana                       | Poké melodrama   |
| 2024 | La noia                            | Poké melodrama   |
| 2024 | Melodrama                          | Poké melodrama   |
| 2024 | Per due come noi (con Olly y Jvli) | Tutta vita       |

### Colaboraciones
| Año  | Título                                                            | Álbum                |
| ---- | ----------------------------------------------------------------- | -------------------- |
| 2014 | Get Back (Mango feat. Angelina Mango)                             | L'amore è invisibile |
| 2024 | Piove forte (Stabber feat. Gemitaiz, Angelina Mango e Yung Snapp) | Trueno               |
| 2024 | Senso di colpa (Dani Faiv feat. Angelina Mango)                   | Ultimo Piano B       |

## Premios y reconocimientos
| Año  | Premio               | Categoría      | Trabajo                   | Resultado | Notas  |
| ---- | -------------------- | -------------- | ------------------------- | --------- | ------ |
| 2022 | Premio Live          |                | Musica da bere            | Ganadora  | [ 20 ] |
| 2023 | Primera lugar        | Canto          | Amici di Maria De Filippi | Ganadora  |        |
| 2023 | Premio de la Crítica |                | Amici di Maria De Filippi | Ganadora  |        |
| 2023 | Premio de la Radio   | Ganadora       | Amici di Maria De Filippi |           |        |
| 2023 | Premio Lunezia       | Premio Lunezia | Ganadora                  | [ 44 ]    |        |